# Gaston (Carolina del Sud)
Gaston è un comune degli Stati Uniti d'America, situato in Carolina del Sud, nella Contea di Lexington.